# Save Your Kisses for Me
"Save Your Kisses for Me" a fost cântecul câștigător al Concursului Muzical Eurovision 1976, cântecul fiind interpretat de către Brotherhood of Man, reprezentanții Regatului Unit, la Haga, Olanda. Versurile și muzica aparțin lui Tony Hiller, Lee Sheriden și Martin Lee, ultimii doi fiind membri ai trupei. Cântecul a devenit un succes în toată lumea, ajungând pe locul 1 în multe țări, inclusiv Regatul Unit, unde a devenit cel mai bine vândut cântec al anului. "Save Your Kisses for Me" rămâne unul dintre cele mai bine vândute cântece câștigătoare de la Eurovision și cea mai mare astfel de vânzare în Regatul Unit.

## Background and production
"Save Your Kisses for Me" a fost la început scris de către Lee Sheriden în august 1974. Când melodia a fost adusă la următoarea sesiune de compunere, alții au crezut că titlul era nepotrivit și a fost schimbat cu "Oceans of Love". Lui Sheriden nu i-au plăcut schimbările iar cântecul a fost abandonat. Un an mai târziu când au trebuit să vină cu cântece noi pentru următorul album, aceștia au aflat că le mai trebuie încă un cântec iar Sheriden a adus vorba de "Save Your Kisses for Me". De data aceasta cantecul a fost acceptat, precum el și-a amintit mai târziu:

„Avusesem un an să mă gândesc, știam exact ce voiam să fac cu aranjamentul, cu glockenspielul de la început și cu chitară acustică double-six și corzile, apoi a venit ziua înregistrării cântecului...Era miezul nopții și am cântat și a mers bine. Puteam vedea cum toți de dincolo de panoul cu geam erau încântați și am crezut: grozav, tuturor chiar le place cântecul, și în timp ce terminam, îi așteptam să apese butonul ca să-mi vorbească și să-mi spună 
'grozav, avem un hit' sau orice, și persoana care l-a apăsat a spus: 'Lee, credem că Martin ar trebui să cânte această piesă'. Dar nu m-a deranjat pentru că Martin a venit și a cântat-o la perfecțiune.”

Mai târziu, managerul Tony Hiller era doritor ca grupul să încerce să cânte la Eurovision, acum că rundele de calificare s-au schimbat în Regatul Unit. Până acum, un cântăreț era desemnat să cânte, dar pentru ediția din 1976 a fost permis pentru diferiți cântăreți să participe cu cântecele lor. Brotherhood of Man a participat cu "Save Your Kisses for Me" și a trecut printre cei 12 finaliști. A câștigat A song for Europe pe 25 februarie 1976, învingând trupa de pe locul 2, Co-Co cu doar două puncte. Cantecul a fost lansat ca single și a ajuns numărul unu în clasamentele single-lor din Regatul Unit, două săptămâni înainte de finala de la Eurovision care a avut loc pe 3 aprilie.

### Victoria de la Eurovision
La concurs trupa a fost constituita din doi bărbați care purtau costume albe și negre și doua femei care purtau salopete albe și roșii cu berete cu care se potrivesc, stând nemișcați și cântând cu o mică coregrafie din mână și picior.
Zornăiala riguroasă descria emoțiile aflate în conflict ale unui tânăr părăsind o persoană dragă de dimineață ca să meargă la muncă. Ultimul vers aduce o cotitură în poveste: că părăsea pe cineva de trei ani, sfârșind cu "Won't you save them for me...even though you're only three?".
A primit punctajul maxim de 12 puncte de la 7 țări, având în total 164 de puncte iar pe locul doi s-a clasat Franța, cu 147 de puncte. Conform cărții lui John Kennedy O'Conner's The Eurovision Song Contest - The Official History, cântecul este cel mai vândut single dintre cântecele câștigătoare de la Eurovision. De asemenea, încă menține recordul  pentru cel mai mare scor relativ sub sistemul de votare introdus în 1975 (care a fost folosit în fiecare an la Eurovision de atunci), cu 9.65 de puncte în medie de la juriu. După ce a câștigat concursul, cântecul a ajuns nr. 1 în mai multe țări din Europa și a vândut peste 6 milioane de copii. În Regatul Unit, cântecul s-a aflat pe locul 1 pentru șase săptămâni și a primit disc de platină de către Industria Fonografică Britanică în mai 1975, devenind cel mai vândut single al anului. In Statele Unite, cântecul a fost un hit mediu (No. 27 on the Billboard Hot 100), dar a ajuns pe locul 1 in clasamentele Adult Contemporary (chart)Easy Listening; va fi singurul hit (în formațiunea sa de după 1973) pe care o vor avea in Statele Unite.
În vremea în care cântecul era pe locul 1, grupul și-a lansat cel mai nou album; Love and Kisses, care conținea "Save Your Kisses for Me".
"Save Your Kisses for Me" încă este unul dintre cele mai bine vândute single-uri în Regatul Unit din toate timpurile, cu vânzări de peste un milion de copii.

## Track listing
1. "Save Your Kisses for Me" (Tony Hiller / Lee Sheriden / Martin Lee) 3:06
2. "Let's Love Together" (Hiller / Sheriden / Lee / Sandra Stevens) 2:57

## Performanța în clasamente
| Țară                    | Poziția de vârf (1976) |
| ----------------------- | ---------------------- |
| Australia               | 3                      |
| Austria                 | 3                      |
| Belgia                  | 1                      |
| Franța                  | 1                      |
| Germania                | 2                      |
| Irlanda                 | 1                      |
| Italia                  | 41                     |
| Olanda                  | 1                      |
| Noua Zeelandă           | 9                      |
| Norvegia                | 1                      |
| Africa de Sud           | 4                      |
| Spania                  | 1                      |
| Suedia                  | 6                      |
| Elveția                 | 2                      |
| Regatul Unit            | 1                      |
| America                 | 27                     |
| US Easy Listening chart | 1                      |

| Țară         | Poziție (1976) |
| ------------ | -------------- |
| Austria      | 18             |
| Franța       | 7              |
| Germania     | 19             |
| Elveția      | 9              |
| Regatul Unit | 1              |